# 超次元大战 海王星VS世嘉主机少女 梦幻合体Special
《超次元大战 海王星VS世嘉主机少女 梦幻合体Special》（中国大陆又译作，官方译为）是Idea Factory、FELISTELLA、SEGA和Tamsoft开发，Compile Heart在日本、Idea Factory International在北美和欧洲发行的角色扮演遊戲。游戏为海王星系列的衍生作品，起初在索尼PlayStation Vita独占。游戏于2015年11月26号在日本发售，2016年10月在西方发售。Windows版在2017年6月12號登錄。

## 開發

### 主題曲
片頭曲
「Symmetric Generation」
主唱、作詞：nao，作曲、編曲：悠木真一
片尾曲
「History」
作詞：まるちきのこ，作曲、編曲：KOH、主唱：marina

## 外部連結
- 官方网站：日本、北美、欧洲
- 超次元大战_海王星VS世嘉主机少女_梦幻合体Special Steam页面 （页面存档备份，存于）